# 사이먼 우즈
사이먼 우즈(Simon Woods, 1980년 ~ )는 잉글랜드의 배우이다.

## 출연 작품
- 로마
- 오만과 편견